# Icona Pop
Icona Pop (tiếng Anh: /aɪˈkɒnə ˈpɒp/ eye-KON-ə POP) là bộ đôi nghệ sĩ electropop Thụy Điển được thành lập năm 2009, âm nhạc của họ chịu ảnh hưởng bởi dòng nhạc electro house, punk và indie pop. Hai thành viên là Caroline Hjelt và Aino Jawo lớn lên tại Stockholm, họ cùng nhau tạo ra thứ âm nhạc được mô tả là khiến "bạn có thể vừa cười và khóc cùng lúc". Họ ký hợp đồng với Ten Music Group vào năm 2009. Bản hit thành công nhất của nhóm tính đến thời điểm hiện tại là "I Love It". Từ tháng 9 năm 2012, tên tuổi của họ đã lan rộng ra khắp United States, Los Angeles và New York City.

## Sự nghiệp

### Khởi đầu
Caroline Hjelt (Sinh ngày 8 tháng 11 năm 1987) và Aino Jawo (Sinh ngày 7 tháng 7 năm 1986, với mẹ là người Phần Lan, bố là người Cộng hòa Gambian) cùng học chung một trường âm nhạc ở Stockholm, nhưng họ chỉ chính thức trở thành một nhóm sau khi tình cờ gặp tại một buổi tiệc vào tháng 2 năm 2009. Bốn tuần sau, họ đã hoàn thành những bài hát cho buổi biểu diễn đầu tiên dưới tư cách là một nhóm. Hai năm sau, bộ đôi tự miêu tả âm nhạc của họ là "Giai điệu pop cổ điển kết hợp cùng trống và nhạc điện tử"
Công chúng, bao gồm NME, The Guardian, Rolling Stone và Pitchfork Media, đã lên tiếng ca ngợi bộ đôi nghệ sĩ này. The Guardian gọi đĩa đơn đầu tiên "Manners" của họ là "effortlessly cool". Bộ đôi đã làm việc ở studio với những nhà sản xuất nhạc bao gồm Style of Eye, Patrik Berger (Robyn), Elof Loelv (Niki & The Dove) và Starsmith.
Mùa thu năm 2012, nhóm cho ra mắt đĩa nhạc mở rộng mang tên Iconic ở Mỹ và album Icona Pop ở Thụy Điển. Bộ đôi đã đi lưu diễn khắp các nước Mỹ, Anh, Đức, Ý, Canada và Hồng Kông. Ngoài ra họ còn được báo chí truyền thông ở Thụy Điển và quốc tế để mắt phỏng vấn.

### 2012-13: Bước đột phá vớiI Love ItvàThis is... Ellie Pop

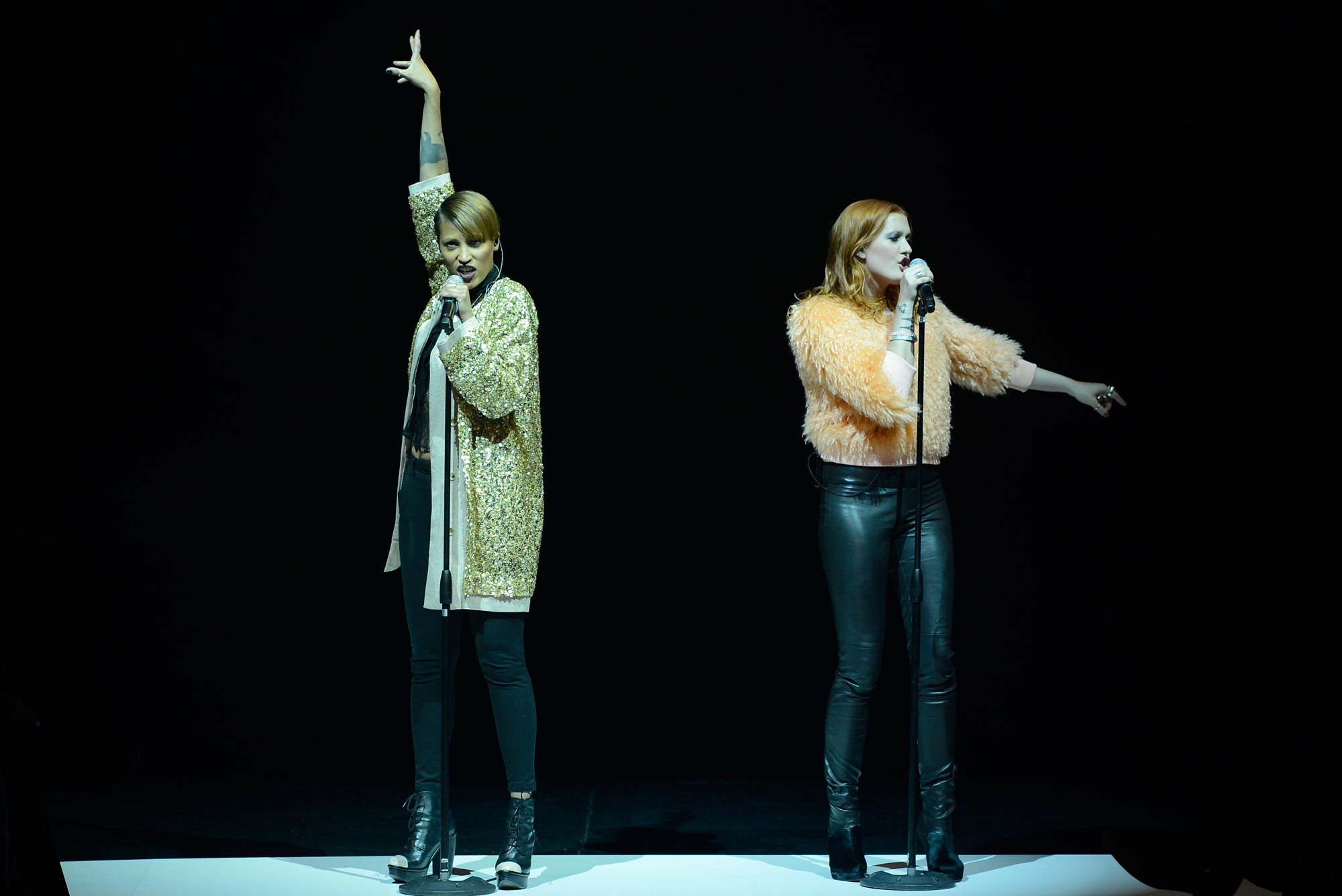
Ellie Pop tại Michalsky StyleNite của Tuần lễ Thời trang Berlin, tháng tám 2013

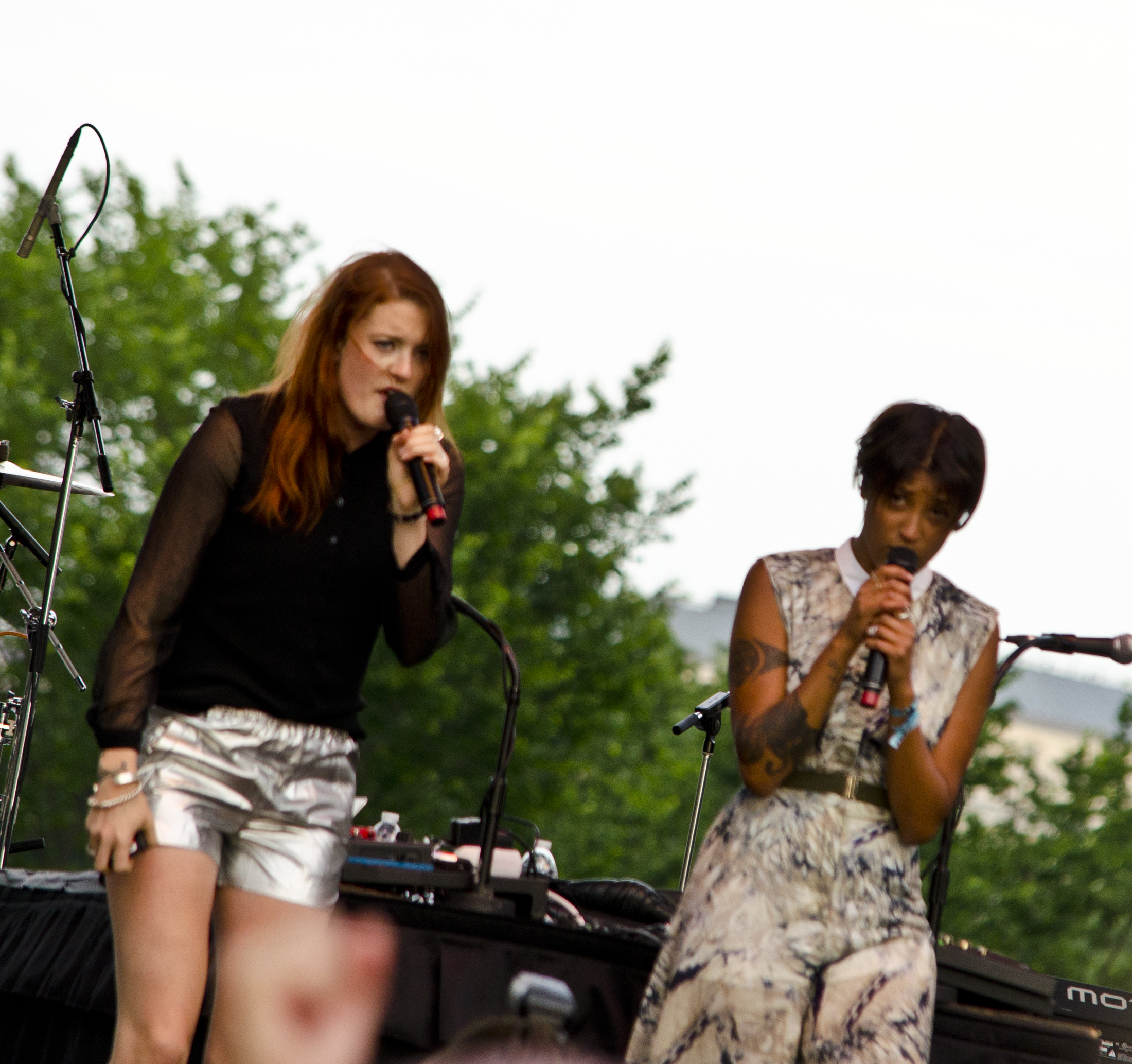
Icona Pop biểu diễn tại lễ hội Capital Pride ở Washington, D.C.vào ngày 9 tháng 6 năm 2013

Vào mùa hè năm 2012, họ tham gia một số lễ hội bao gồm lễ hội âm nhạc electro Summerburst ở Gothenburg đồng thời xuất hiện tại Stockholm Stadium, mở đầu cho lễ hội quốc tế được phát sóng qua Sveriges Television (SVT).
"I Love It", bài hát phát hành trước của album đầu tay Icona Pop được xếp hạng trên Sverigetopplistan, bảng xếp hạng đĩa đơn chính thức của Thụy Điển. Bài hát cũng được thêm vào một video game phát hành năm 2012 tên là Need for Speed: Most Wanted, xuất hiện trong quảng cáo truyền hình ở Đức cho Coca-Cola Light vào tháng 1 năm 2013, trở thành bài hát chủ đề cho chương trình reality-television của Mỹ tên Snooki & JWoww, trong một tập của seri truyền hình comedy-drama tên Girls cũng như trong seri phim nổi tiếng The Vampire Diaries. Single thứ hai "Ready for the Weekend" được phát hành vào ngày 11 tháng 9 năm 2012. Hai track nhạc đều xuất hiện trong đĩa nhạc mở rộng thứ hai của họ, phát hành ngày 16 tháng 10 năm 2012. "I Love It" ngoài ra còn được sử dụng để quảng cáo cho Samsung Galaxy S4.
Đĩa nhạc mở rộng Iconic đạt vị trí 21 trên bảng xếp hạng nhạc dance iTunes của Mỹ. Năm 2013, họ bắt tay vào một tour diễn quanh nước Mỹ cùng Passion Pit và Matt & Kim. Tháng 1 năm 2013, "I Love It" xuất hiện trong tập 3 của Girls mùa 2, một show của HBO được sáng tạo bởi Lena Dunham. Tháng 3 năm 2013, kênh truyền hình Fuse kiệt kê bộ đôi này là một trong số 30 nghệ sĩ phải-biết-đến tại lễ hội South by Southwest. Cùng thời điểm, "I Love It" được thêm vào trong tập 16 tên "Bring It On" của mùa 4 The Vampire Diaries. Ngày 26 tháng 3 năm 2013, "I Love It" được biểu diễn trong tuần 2 của show Dancing with the Stars. Ngày 3 tháng 5 năm 2013, nhóm biểu diễn "I Love It" trên show trò chuyện buổi đêm, Late Night with Jimmy Fallon và trên bản tin buổi sáng Good Morning America. Ngày 6 tháng 5 năm 2013, "I Love It" xuất hiện trong seri phim nhạc kịch của FOX tên Glee. Bài hát được trình diễn bởi "New Directions" trong tập 22 và tập cuối của Glee mùa 4, "All or Nothing". Bài hát cũng được thêm vào trong một quảng cáo năm 2013 của ShoeDazzle. Ngày 19 tháng 5 năm 2013, nhóm trình diễn "I Love It" ở Billboard Music Awards với bộ trang phục của nhà thiết kế Geoffrey Mac. Bài hát còn được thêm vào trong quảng cáo mùa mới của WNBA, cái mà sau đó đã được chiếu trong hiệp 4 của Game 7 ở Heat-Pacers Eastern Conference Championship vào ngày 3 tháng 6 năm 2013. Ngoài ra bài hát còn xuất hiện trong quảng cáo tại Spurs-Heat game vào ngày 9 tháng 6 năm 2013.
Ngày 4 tháng 6 năm 2013, nhóm cho ra mắt single mới "Girlfriend". Icona Pop tiết lộ trong một bài phỏng vấn rằng họ đã thu âm xong những bài hát mới cho album quốc tế của họ. Cả hai nói rằng "Album mới sẽ không chỉ có 16 tracks như 'I Love It'" và họ đang thử những thể loại nhạc mới. Vào tháng 7 năm 2013, Icona Pop nhận được 2 giải thưởng ở lễ trao giải Teen Choice ở hạng mục Choice Music Breakout Group và Choice Single: Group.
Ngày 28 tháng 7 năm 2013, "All Night" được ra mắt với vai trò là single chính thức thứ 3 trong album của họ. Ca khúc giành được những thành công nhất định trên các bảng xếp hạng ở Châu Âu.
Ngày 4 tháng 8 năm 2013, nhóm tới Montreal, nơi họ trình diễn tại Osheaga Festival.

### 2014–nay: Chuẩn bị cho album thứ 3 và lưu diễn
Ngày 23 tháng 6 năm 2014, bộ đôi cho ra mắt single mới "Get Lost" nhưng không nhận được nhiều sự chú ý từ quốc tế. Cùng thời điểm, cả hai còn tham gia biểu diễn mở đầu cho các tour diễn của Katy Perry và Miley Cyrus. Họ cũng hợp tác cùng Tiesto trong bài hát "Let's Go" và với Cobra Starship trong bài "Never Been In Love" mà sau đó đã trở thành một hit thành công ở Ý. 
Ngày 26 tháng 5 năm 2015, nhóm cho ra mắt single "Emergency", tác phẩm hợp tác cùng Erik Hassle. Bài hát đứng trong  top đầu bảng xếp hạng nhạc Dance của Billboard trong vài tuần, biến nó trở thành single thứ 2 của nhóm đứng top tại bảng xếp hạng đó sau All Night. Bài hát cũng được thêm vào trong video game FIFA 16. Vào tháng 7, đĩa nhạc mở rộng Emergency được ra mắt. Nó bao gồm cả hai bản hit First Time và Clap Snap. Nhóm được giới thiệu tại phần mở đầu tour diễn tại Bắc Mỹ của One Direction "On the Road Again" năm 2015. Cũng trong năm 2015, bài hát "We Got The World" của họ xuất hiện trong phim Pitch Perfect 2. Vào ngày 23 tháng 2 năm 2016, Icona Pop biểu diễn single mới của họ, "Someone Who Can Dance" tại lễ trao giải Grammis ở Stockholm. Ngày 20 tháng 10 năm 2016, nhóm cho ra mắt single mới "Brightside". Ngày 16 tháng 6 năm 2017, Icona Pop ra mắt single tiếp theo "GIRLS GIRLS", ca khúc đồng sáng tác bởi Tove Lo. Cuối tháng 12 năm 2017, nhóm cho ra mắt đĩa nhạc mở rộng tên "Så mycket bättre 2017 – Tolkningarna" bao gồm 7 bài cover của nhóm. Đầu tháng 3 năm 2018, cả hai hợp tác cùng Avon trong video âm nhạc tên "All My Girls". Cuối tháng 4 năm 2018, bộ đôi xuất hiện trong bài hát tên "Faded Away" của Sweater Beats. Cuối tháng 5 năm 2018, Icona Pop tiết lộ qua mạng xã hội rằng họ hiện đang làm việc để sản xuất album thứ 3 của nhóm. Album được dự kiến sẽ ra mắt vào đầu năm 2019.

## Danh sách đĩa hát
- Icona Pop (2012)
- This Is... Icona Pop (2013)
- Club Romantech (2023)[5]

## Phim ảnh

### Phim
| Năm  | Tên                  | Vai của Aino       | Vai của Caroline      | Ghi chú   |
| ---- | -------------------- | ------------------ | --------------------- | --------- |
| 2016 | Trolls               | Satin (lồng tiếng) | Chenille (lồng tiếng) |           |
| 2017 | Trolls Holiday       | Satin (lồng tiếng) | Chenille (lồng tiếng) | Phim ngắn |
| 2020 | Trolls World Tour    | Satin (lồng tiếng) | Chenille (lồng tiếng) |           |
| 2023 | Trolls Band Together | Satin (lồng tiếng) | Chenille (lồng tiếng) |           |

## Tour diễn
Với vai trò khách mời hỗ trợ
- Marina and the Diamonds' The Lonely Hearts Club Tour (Bắc Mỹ, 2013)
- Miley Cyrus' Bangerz Tour (Bắc Mỹ và Châu Âu, 2014)
- Katy Perry's The Prismatic World Tour (Vương quốc Anh, 2014)
- One Direction's On the Road Again Tour (Bắc Mỹ, 2015)
- 2015 Honda Civic Tour Bắc Mỹ

## Giải thưởng
- Teen Choice Awards

| Năm  | Tác phẩm đề cử                | Hạng mục                   | Kết quả |
| ---- | ----------------------------- | -------------------------- | ------- |
| 2013 | "I Love It" (with Charli XCX) | Choice Single: Group       | Đề cử   |
| 2015 | Icona Pop                     | Choice Music Group: Female | Đề cử   |

- Billboard Music Awards

| Năm  | Tác phẩm đề cử                | Hạng mục                  | Kết quả |
| ---- | ----------------------------- | ------------------------- | ------- |
| 2014 | "I Love It" (with Charli XCX) | Top Dance/Electronic Song | Đề cử   |

- MTV Europe Music Awards

| Năm  | Tác phẩm đề cử | Hạng mục         | Kết quả   |
| ---- | -------------- | ---------------- | --------- |
| 2014 | Icona Pop      | Best Swedish Act | Đoạt giải |

- iHeartRadio Music Awards

| Năm  | Tác phẩm đề cử                | Hạng mục    | Kết quả   |
| ---- | ----------------------------- | ----------- | --------- |
| 2014 | "I Love It" (with Charli XCX) | Best Lyrics | Đoạt giải |

- SESAC Pop Awards

| Năm  | Tác phẩm đề cử                | Hạng mục               | Kết quả   |
| ---- | ----------------------------- | ---------------------- | --------- |
| 2014 | "I Love It" (with Charli XCX) | Songwriter of the Year | Đoạt giải |
| 2014 | "I Love It" (with Charli XCX) | Song of the Year       | Đề cử     |

| Năm  | Tác phẩm đề cử | Hạng mục                     | Kết quả   | Liên quan. |
| ---- | -------------- | ---------------------------- | --------- | ---------- |
| 2013 | "I Love It"    | Song of the Year             | Đề cử     |            |
| 2013 | Icona Pop      | Newcomer of the Year         | Đoạt giải |            |
| 2013 | Icona Pop      | Electronic/Dance of the Year | Đề cử     |            |
| 2014 | Icona Pop      | Artist of the Year           | Đề cử     |            |
| 2014 | Icona Pop      | Electronic/Dance of the Year | Đoạt giải |            |

- Các lễ trao giải khác

| Giải thưởng | Tác phẩm đề cử | Hạng mục                         | Kết quả   | Liên quan |
| ----------- | -------------- | -------------------------------- | --------- | --------- |
| Gaffa       | Icona Pop      | Swedish Breakthrough of the Year | Đoạt giải |           |
| P3 Gold     | I Love It      | Song of the Year                 | Đoạt giải |           |
| Elle Gala   | Icona Pop      | Best Dressed Duo                 | Đoạt giải |           |